# Minha Moscou
Minha Moscou (português brasileiro) ou Minha Moscovo (português europeu) (em russo Моя Москва, transliterado como Moya Moskva) é uma canção popular russa, adotada em 1995 como o hino da cidade de Moscou. A música foi composta em 1942, por Isaak Dunaievski e a letra criada por Mark Lisyanski e Serguei Agranian em 1944. A música foi apresentada na película "Тебе, Москва!" (Tebe, Moskva!), de 1947, dedicada aos 800 anos de Moscou.
Durante a dita desestalinização da União Soviética, a última estrofe foi abolida, anos mais tarde, foram introduzidos dois versos finais de repetição, durante o governo de Leonid Brejnev, quando a canção voltou a ser publicada. Em 1995, a canção recebeu a condição de hino da cidade, no mesmo período em que a bandeira e o brasão moscovitas foram adotados.